# Taichō
Taichō (jap. 泰澄; * 20. Juli 682? (Temmu 11/6/11); † 20. April 767? (Jingo-Keiun 1/3/18)) war ein Shugendō-Mönch im Japan der Nara-Zeit. Sein Leben ist in der Hagiographie „Überlieferung vom Priester Taichō“ (泰澄和尚伝, Taichō Washō Den) überkommen. Ihm werden zahlreiche Erstbesteigungen japanischer Berge zugeschrieben, unter anderem die des Vulkans Kaga Haku-san und des Dainichigatake. Der Volksmund nennt ihn auch „Tugendreicher der [Berg-]Überschreitungen“ (越の大徳, Koshi no Daitoku) bzw. „Tugendreicher von Koshi“. Koshi bezieht sich dabei auf die Provinz Koshi bzw. deren drei Nachfolgerprovinzen Echizen, Etchū und Echigo, in denen er aktiv war. Sie teilten sich mit dieser das Kanji (越), jedoch in der On-Lesung Etsu.

## Leben und Wirken
Der Hagiographie zufolge stammte Taichō aus Asōzu (麻生津) in der zentraljapanischen Provinz Echizen. Er soll der zweite Sohn des Mikami Yasuzumi (三神安角) gewesen sein. Im Alter von 14 Jahren soll er bei seinen religiösen Übungen auf dem Berg Ochi-san (越智山, Ochi-san) durch fortwährendes Verinnerlichen der elf-köpfigen Kannon die Lehren des Buddhismus verinnerlicht haben. Im Jahr 702 sei er zum „Mönch für die Bewahrung des Staates“ (鎮護国家の法師, chingo kokka no hōshi) ernannt worden. Im Jahr 717 sei er bei der Besteigung des Kaga Haku-san der Vision eines „Groß-Bodhisattva Myōri“ (妙理大菩薩, Myōri Dai Bossatsu) gefolgt, welcher ihn zum Besteigen des Gipfels aufgerufen habe. Unterwegs befahl er seinem Schüler Garyō bei Awazu an einer von Yakushi Nyorai gesegneten heißen Quelle das Gasthaus Hōshi zu errichten. Auf dasselbe Jahr datiert die Gründung „Tempel an der friedlichen Quelle“ (平泉寺, Heisen-ji) bei der Quelle, an der ihm der Bodhisattva erschienen war. Er besteht heute noch in Form des Schreins „Haku-san Schrein am Tempel zur friedlichen Quelle“ (平泉寺白山神社, Heisen-ji Haku-san Jinja) im Ort Katsuyama der Präfektur Fukui fort.
Im Jahr 722 soll er für die Genesung des erkrankten Genshō-tennō gebetet haben. Seine Gesundung wurde dem Erfolg seines Gebetes zugeschrieben und man verlieh ihm den Namen Shin’yū Zenshi (神融禅師). Für den Erfolg seiner Gebete gegen die 737 grassierenden Pocken soll er in den Rang eines Hohepriesters (大和尚, dai-washō) erhoben worden sein.